# 아홉동가리
아홉동가리(영어: Spotted morwong)는 검정우럭목 다동가리과의 물고기이다. 꽃돔,논쟁이라고도 불린다.